# Лесные белозубки
Лесные белозубки (лат. Sylvisorex) — род млекопитающих семейства землеройковые.

## Описание
Землеройки этого рода относительно малы, длины их тела составляет от 45 до 100 мм, а вес от 3 до 12 г. Длина хвоста варьирует, у одних видов он вдвое меньше длины тела, у других примерно той же длины. Длинный, шелковистый мех этих животных имеет серую окраску верхней части тела, нижняя часть несколько светлее.

## Распространение
Область распространения этого вида простирается от Нигерии до Уганды и Танзании. Жизненное пространство этих животных составляют большей частью леса. Многие виды являются преимущественно обитателями деревьев и держатся чаще в кроне, другие живут время от времени на земле. Из-за выкорчёвывания лесов несколько видов считаются находящимися под угрозой вымирания.

## Виды
Точное количество видов уточняется. Сегодня выделяют следующие 12 видов:
- Sylvisorex camerunensis обитает у вулкана Камерун;
- Белозубка Гранта (Sylvisorex granti) распространена от Демократической Республики Конго до Кении и Танзании;
- Белозубка Ховелла (Sylvisorex howelli) известна в нескольких местах Танзании;
- Белозубка Изабеллы (Sylvisorex isabellae) обитает только на острове Биоко;
- Белозубка Джонстона (Sylvisorex johnstoni) распространена от Камеруна до Танзании;
- Sylvisorex konganensis обитает у реки Конго, впервые описана в 1990-е годы;
- Лунная лесная белозубка (Sylvisorex lunaris) живёт на востоке Демократической Республики Конго, в Руанде, Бурунди и Уганде;
- Тёмная лесная белозубка (Sylvisorex morio) живёт только на вулкане Камерун;
- Камерунская лесная белозубка (Sylvisorex ollula) распространена от восточной Нигерии до Демократической Республики Конго;
- Горная лесная белозубка (Sylvisorex oriundus) живёт на северо-востоке Демократической Республики Конго;
- Sylvisorex pluvialis обитает в Центрально-Африканской Республике, впервые описана в 1996 году;
- Вулканическая белозубка (Sylvisorex vulcanorum) живёт на востоке Демократической Республики Конго, в Руанде, Бурунди и Уганде.

Вид лазающая белозубка (Sylvisorex megalura) относят сегодня к роду Suncus.